# Собственные элементы орбиты
Собственные (свободные) элементы орбиты — параметры, характеризующие орбиту небесного тела при его движении под воздействием возмущений. Собственные элементы практически не меняются со временем, в отличие от оскулирующих элементов, которые непостоянны и в каждый момент времени определяются как обычные элементы орбиты в предположении, что возмущения отсутствуют. Таким образом, собственные элементы являются непосредственными характеристиками орбиты тела, не изменёнными внешними факторами.

## Описание

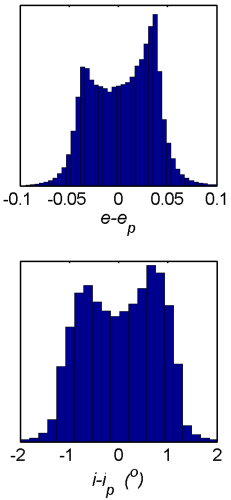
Распределение разности между оскулирующим и собственным эксцентриситетом (вверху) и наклоном орбиты (внизу) для астероидов с большой полуосью орбиты 2—4 а.е.

### Оскулирующие элементы
В задаче двух тел орбита небесного тела имеет вид конического сечения, а форма орбиты, её положение в пространстве и положение тела на ней однозначно описывается шестью параметрами, которые называются элементами орбиты. Один из возможных наборов элементов, который будет использоваться далее — большая полуось {\displaystyle a}, эксцентриситет {\displaystyle e}, наклонение {\displaystyle I}, долгота восходящего узла {\displaystyle \Omega }, долгота перицентра {\displaystyle \varpi } и средняя долгота {\displaystyle \lambda }.
Однако при наличии более чем двух тел в системе взаимодействие между ними приводит к тому, что орбиты тел уже не описываются таким способом. На практике, например, в Солнечной системе орбиты планет не слишком отличаются от конических сечений, и их можно описать обычными элементами орбиты, однако в этом случае они меняются со временем. Для каждого момента времени элементы орбиты, которые бы точно описывали движение тела, если бы в этот момент все возмущения исчезли, называются оскулирующими элементами орбиты.

### Возмущающая функция
Возмущающая функция представляет собой потенциал гравитационного взаимодействия с другими телами системы, кроме центрального. От неё зависит изменение оскулирующих элементов со временем: эта связь выражается посредством планетных уравнений Лагранжа.
Для оценки того, как изменяются элементы орбиты со временем, можно представить систему с массивным центральным телом и двумя телами значительно меньшей массы. Тогда можно рассмотреть, как будет двигаться тело пренебрежимо малой массы — пробная частица — в поле тяготения центрального тела, с учётом возмущений от двух других тел. Возмущающую функцию для пробной частицы можно приближённо выразить через элементы орбит:
{\displaystyle R=na^{2}\left[{\frac {1}{2}}Ae^{2}+{\frac {1}{2}}BI^{2}+\sum _{j=1}^{2}A_{j}ee_{j}\cos(\varpi -\varpi _{j})+\sum _{j=1}^{2}B_{j}II_{j}\cos(\Omega -\Omega _{j})\right],}
где {\displaystyle n} — среднее движение (средняя угловая скорость движения по орбите), элементы орбиты без индексов относятся к пробной частице, с индексами — к возмущающим телам. Значения {\displaystyle A,A_{j},B,B_{j}} приведены ниже:
{\displaystyle A=n{\frac {1}{4}}\sum _{j=1}^{2}{\frac {m_{j}}{m_{c}}}\alpha _{j}{\bar {\alpha }}_{j}b_{3/2}^{(1)}(\alpha _{j}),}
{\displaystyle A_{j}=-n{\frac {1}{4}}{\frac {m_{j}}{m_{c}}}\alpha _{j}{\bar {\alpha }}_{j}b_{3/2}^{(2)}(\alpha _{j}),}
{\displaystyle B=-n{\frac {1}{4}}\sum _{j=1}^{2}{\frac {m_{j}}{m_{c}}}\alpha _{j}{\bar {\alpha }}_{j}b_{3/2}^{(1)}(\alpha _{j}),}
{\displaystyle B_{j}=n{\frac {1}{4}}{\frac {m_{j}}{m_{c}}}\alpha _{j}{\bar {\alpha }}_{j}b_{3/2}^{(1)}(\alpha _{j}).}
В данных формулах {\displaystyle m_{j},m_{c}} — массы, соответственно, возмущающего тела с индексом {\displaystyle j} и центрального тела. {\displaystyle b_{s}^{(j)}(\alpha )} — коэффициенты Лапласа, определяемые следующим образом:
{\displaystyle {\frac {1}{2}}b_{s}^{(j)}(\alpha )={\frac {1}{2\pi }}\int _{0}^{2\pi }{\frac {\cos j\psi d\psi }{(1-2\alpha \cos \psi +\alpha ^{2})^{s}}}.}
Символы {\displaystyle \alpha _{j},{\bar {\alpha }}_{j}} означают:
{\displaystyle \alpha _{j}={\begin{cases}a_{j}<a:a_{j}/a\\a_{j}>a:a/a_{j}\\\end{cases}},}
{\displaystyle {\bar {\alpha }}_{j}={\begin{cases}a_{j}<a:1\\a_{j}>a:a/a_{j}\\\end{cases}}.}
Далее производится переход от элементов орбиты к следующим коэффициентам, поскольку в них планетные уравнения Лагранжа записываются более удобным образом:
{\displaystyle h=e\sin \varpi ,}
{\displaystyle k=e\cos \varpi ,}
{\displaystyle p=I\sin \Omega ,}
{\displaystyle q=I\cos \Omega .}
Аналогичным образом определяются коэффициенты {\displaystyle h_{j},k_{j},p_{j},q_{j}} для возмущающих тел. Тогда выражение для {\displaystyle R} записываются в следующем виде:
{\displaystyle R=na^{2}\left[{\frac {1}{2}}A(h^{2}+k^{2})+{\frac {1}{2}}B(p^{2}+q^{2})+\sum _{j=1}^{2}A_{j}(hh_{j}+kk_{j})+\sum _{j=1}^{2}B_{j}(pp_{j}+qq_{j})\right].}
Планетные уравнения Лагранжа в коэффициентах {\displaystyle h,k,p,q} записываются как:
{\displaystyle {\dot {h}}={\frac {1}{na^{2}}}{\frac {\partial R}{\partial k}}=Ak+\sum _{j=1}^{2}A_{j}k_{j},}
{\displaystyle {\dot {k}}=-{\frac {1}{na^{2}}}{\frac {\partial R}{\partial h}}=-Ah-\sum _{j=1}^{2}A_{j}h_{j},}
{\displaystyle {\dot {p}}={\frac {1}{na^{2}}}{\frac {\partial R}{\partial q}}=Bq+\sum _{j=1}^{2}B_{j}q_{j},}
{\displaystyle {\dot {q}}=-{\frac {1}{na^{2}}}{\frac {\partial R}{\partial p}}=-Bp-\sum _{j=1}^{2}B_{j}p_{j},}
где точка над символом означает производную по времени. Величины {\displaystyle h_{j},k_{j},p_{j},q_{j}}определяются при анализе движения возмущающих тел под воздействием центрального тела и другого возмущающего тела, и с учётом этого система дифференциальных уравнений имеет решение:
{\displaystyle h=e_{\text{free}}\sin(At+\beta )+h_{0}(t),}
{\displaystyle k=e_{\text{free}}\cos(At+\beta )+k_{0}(t),}
{\displaystyle p=I_{\text{free}}\sin(Bt+\gamma )+p_{0}(t),}
{\displaystyle q=I_{\text{free}}\cos(At+\gamma )+q_{0}(t).}
Здесь {\displaystyle t} — время, а {\displaystyle e_{\text{free}},I_{\text{free}},\beta ,\gamma } — константы, которые зависят из начальных условий. {\displaystyle h_{0},k_{0},p_{0},q_{0}} — величины, зависящие от параметров орбиты возмущающих тел, а также от большой полуоси орбиты пробной частицы, но не от других элементов орбиты. Последние четыре параметра меняются со временем. Такие же по форме решения получаются и при рассмотрении большего количества возмущающих тел.

### Собственные элементы
Полученные решения имеют наглядную геометрическую интерпретацию. Для этого вводятся следующие величины:
{\displaystyle e_{\text{forced}}={\sqrt {h_{0}^{2}+k_{0}^{2}}}}
{\displaystyle I_{\text{forced}}={\sqrt {p_{0}^{2}+q_{0}^{2}}}}
Сначала можно рассмотреть отдельно решение {\displaystyle \{h,k\}}. Из определения данных величин следует, что точка на плоскости {\displaystyle (k,h)} имеет радиус-вектор, по модулю равный {\displaystyle e} и образует угол {\displaystyle \varpi } с осью {\displaystyle k}. С учётом вида этого решения можно представить его как сумму двух векторов: первый соединяет начало координат с точкой {\displaystyle (h_{0},k_{0})}, имеет модуль {\displaystyle e_{\text{forced}}} и образует угол, который можно назвать {\displaystyle \varpi _{\text{forced}}}, с осью {\displaystyle k}. Второй вектор соединяет точки {\displaystyle (h_{0},k_{0})} с {\displaystyle (h,k)}, имеет модуль {\displaystyle e_{\text{free}}} и составляет угол {\displaystyle \varpi _{\text{free}}=At+\beta } с осью {\displaystyle k}.
Таким образом, изменение оскулирующих элементов орбиты частицы можно представить как движение в плоскости {\displaystyle (k,h)}. В этих координатах частица равномерно движется по окружности с радиусом {\displaystyle e_{\text{free}}} вокруг точки {\displaystyle (h_{0},k_{0})}, которая, в свою очередь, перемещается сложным образом. Аналогичные рассуждения и выводы можно получить для решения {\displaystyle \{p,q\}}. Значения {\displaystyle e_{\text{free}},I_{\text{free}},\varpi _{\text{free}},\Omega _{\text{free}}} называются собственными (или свободными) элементами орбиты, которые практически не изменяются со временем и их можно считать фундаментальными свойствами орбиты частицы. Значения {\displaystyle e_{\text{forced}},I_{\text{forced}},\varpi _{\text{forced}},\Omega _{\text{forced}}} называют вынужденными элементами — они меняются со временем и зависят от возмущений.
Проведённый выше анализ не показывает различий между оскулирующей и собственной большую полуосью орбиты, поскольку в нём не принимались во внимание короткопериодические возмущения, однако только такие возмущения влияют на большую полуось. Поскольку на длительных промежутках времени вклад короткопериодических возмущений «усредняется» и сводится к нулю, большая полуось не демонстрирует долговременных изменений.
Собственные элементы являются квази-интегралами движения и остаются неизменными в течение очень длительного времени. Они отражают некоторым образом «усреднённые» по времени характеристики движения небесного тела, в которых исключено влияние коротко- и долгопериодических возмущений.
Существуют различные способы вычисления собственных элементов на основе наблюдаемых величин. В общих чертах для этого сначала составляется модель сил, действующих на исследуемое тело, производится усреднение элементов орбиты по времени, чтобы избавиться от влияния короткопериодических возмущений, а затем производится вычисление остальных возмущений и вычитание вынужденных элементов из оскулирующих.
Собственные элементы широко используются для изучения, например, динамики пояса астероидов, а также для разделения астероидов на семейства (см. ниже). В следующей таблице представлены собственные и оскулирующие элементы Цереры на эпоху MJD 59800,0 (9 августа 2022 года):
|              | {\displaystyle a}, а.е. | {\displaystyle e} | {\displaystyle i}, ° |
| ------------ | ----------------------- | ----------------- | -------------------- |
| Собственные  | 2,7612                  | 0,115             | 9,660                |
| Оскулирующие | 2,7666                  | 0,0786            | 10,587               |

## Семейства Хираямы
В 1918 году Киёцугу Хираяма построил диаграммы ({\displaystyle a}, {\displaystyle e}) и  ({\displaystyle a}, {\displaystyle i}) для известных астероидов и обнаружил, что в некоторых областях на диаграмме наблюдается скучивание. Первоначально Хираяма строил диаграммы для оскулирующих элементов, но впоследствии использовал собственные элементы, на которых скучивание было заметно более явно.

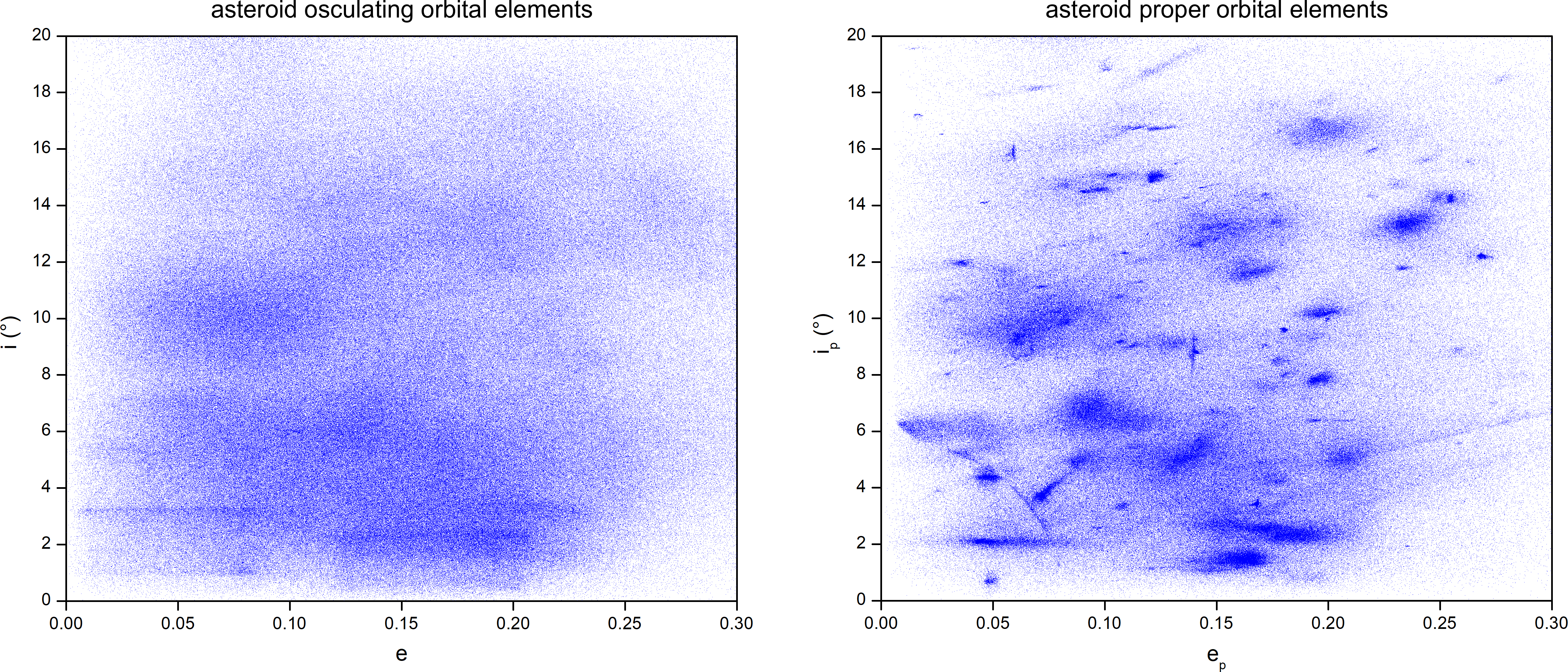
Диаграммы, показывающие соотношение между оскулирующими (слева) и собственными (справа) эксцентриситетом и наклоном орбиты астероидов. Для собственных элементов хорошо видны скучивания — семейства Хираямы

Таким способом было выделено множество семейств, например, семейства Фемиды, Эос, Корониды, Марии. Считается, что семейства астероидов возникают при полном или частичном разрушении «родительского» астероида в результате столкновения: фрагменты приобретают небольшую относительную скорость по сравнению со скоростью движения по орбите, и остаются близко друг к другу в фазовом пространстве собственных элементов орбиты на протяжении длительного времени.

### Комментарии
1. ↑  Для последних двух величин верны выражения {\displaystyle \varpi =\Omega +\omega } и {\displaystyle \lambda =M+\varpi }, где {\displaystyle \omega } — аргумент перицентра, {\displaystyle M} — средняя аномалия[1].
2. ↑  В более общем смысле возмущающей функцией можно также описывать все элементы гравитационного потенциала сверх того, который возникает в модели точечного или сферически симметричного центрального тела. Например, если центральное тело имеет сплюснутую форму, то вызванные этим отличия потенциала также можно описывать возмущающей функцией[5][6].
3. ↑  В данной формуле не рассматриваются члены, включающие в себя среднюю долготу. Данная величина изменяется быстро — со скоростью движения объектов по орбите, и на длительных промежутках времени вклад связанных с ней возмущений «усредняется» и сводится к нулю[9].
4. ↑  Значения {\displaystyle \varpi _{\text{free}},\Omega _{\text{free}}} меняются со временем, но равномерно, поэтому для полного описания системы достаточно добавить величины, описывающие скорость изменения этих элементов — частоты, соответственно, {\displaystyle g} и {\displaystyle s}[19].